# Akamptogonus
Akamptogonus é um gênero Polydesmida da família Paradoxosomatidae. Existem cerca de 11 espécies descritas em Akamptogonus.

## Espécies
Estas 11 espécies pertencem ao gênero Akamptogonus:
- Akamptogonus austerus Attems, 1932
- Akamptogonus australianus (Chamberlin, 1920)
- Akamptogonus beauforti Attems, 1915
- Akamptogonus caragoon (Rowe & Sierwald, 2006)
- Akamptogonus continuus Attems, 1914
- Akamptogonus novarae (Humbert & DeSaussure, 1869)
- Akamptogonus rotornanus (Chamberlin, 1920)
- Akamptogonus sentaniensis Attems, 1917
- Akamptogonus signatus (Attems, 1897)
- Akamptogonus triaina (Attems, 1911)
- Akamptogonus vinctus Attems, 1933